# Zygmunt Osiecki
Zygmunt Osiecki (ur. 15 kwietnia 1950) – polski polityk, z wykształcenia teolog, w latach 1990–1991 wicewojewoda suwalski.

## Życiorys
Syn Jana, zamieszkał w Słobódce. Z wykształcenia teolog, został właścicielem wydawnictwa „Siew” w Słobódce. Według danych z Instytutu Pamięci Narodowej od 1982 do 1987 był zarejestrowany jako tajny współpracownik Służby Bezpieczeństwa o pseudonimie „Zootechnik”, jednocześnie sam zaprzeczał temu, że podejmował współpracę.
Od 1990 do 1991 pełnił funkcję pierwszego niekomunistycznego wicewojewody suwalskiego. Związał się później z Blokiem dla Polski, w 1998 kandydował do sejmiku podlaskiego z listy koalicyjnego Ruchu Patriotycznego Ojczyzna. W 2001 wystartował do Sejmu z listy PSL. W 2002 i 2006 ubiegał się o fotel wójta gminy Szypliszki, dwukrotnie zajmując drugie miejsce. W 2006 i 2007 ponownie kandydował do sejmiku, tym razem z ramienia Ligi Polskich Rodzin. Później został członkiem Wolnych i Solidarnych, z ich ramienia wystartował w wyborach samorządowych w 2018. Rok później kandydował do Sejmu z listy Akcji Zawiedzionych Emerytów Rencistów.